# Shadwen
Shadwen è un videogioco stealth del 2016 sviluppato da Frozenbyte per personal computer e PlayStation 4.

## Trama
La protagonista del gioco è Shadwen, un'assassina che vuole uccidere il re e s'imbatte in un'orfana di nome Lily.

## Sviluppo
Il gioco è stato annunciato nel 2015. È stato distribuito per tutte le piattaforme a partire dal 17 maggio 2016.
La versione per PlayStation 4 è inclusa nella lista dei titoli giocabili sulla console ma non compatibili con PlayStation 5. La software house finlandese ha dichiarato che, poiché il gioco utilizza una vecchia versione del motore grafico, non forniranno aggiornamenti per garantire il funzionamento del gioco sulla console più recente.